# Real Madrid Baloncesto 2017-2018
Questa voce raccoglie le informazioni riguardanti il Real Madrid Baloncesto nelle competizioni ufficiali della stagione 2017-2018.

## Stagione
La stagione 2017-2018 del Real Madrid Baloncesto è la 62ª nel massimo campionato spagnolo di pallacanestro, la Liga ACB.

## Roster
Aggiornato al 14 luglio 2018.
| Real Madrid 2017-18 | Real Madrid 2017-18 |
| Giocatori           | Staff tecnico       |
| ------------------- | ------------------- |

| N. | Naz.                                            | Ruolo | Nome             | Anno | Alt.   | Peso   |  |
| -- | ----------------------------------------------- | ----- | ---------------- | ---- | ------ | ------ |  |
| 1  | Francia (bandiera)                              | G     | Fabien Causeur   | 1987 | 195 cm | 90 kg  |  |
| 2  | Stati Uniti (bandiera)                          | P     | Chasson Randle   | 1993 | 188 cm | 84 kg  |  |
| 3  | Stati Uniti (bandiera) · Slovenia (bandiera)    | AG    | Anthony Randolph | 1989 | 211 cm | 102 kg |  |
| 5  | Spagna (bandiera)                               | GA    | Rudy Fernández   | 1985 | 196 cm | 83 kg  |  |
| 6  | Montenegro (bandiera) · Spagna (bandiera)       | AG    | Dino Radončić    | 1999 | 202 cm | 102 kg |  |
| 7  | Slovenia (bandiera) · Spagna (bandiera)         | P     | Luka Dončić      | 1999 | 199 cm | 104 kg |  |
| 8  | Lituania (bandiera)                             | AP    | Jonas Mačiulis   | 1985 | 201 cm | 102 kg |  |
| 9  | Spagna (bandiera)                               | AG    | Felipe Reyes (C) | 1980 | 204 cm | 112 kg |  |
| 11 | Argentina (bandiera) · Spagna (bandiera)        | P     | Facundo Campazzo | 1991 | 181 cm | 88 kg  |  |
| 13 | Serbia (bandiera) · Spagna (bandiera)           | A     | Mario Nakić      | 2001 | 202 cm | 99 kg  |  |
| 14 | Messico (bandiera)                              | C     | Gustavo Ayón     | 1985 | 208 cm | 113 kg |  |
| 16 | Spagna (bandiera)                               | AP    | Santiago Yusta   | 1997 | 200 cm | 84 kg  |  |
| 19 | Svezia (bandiera)                               | P     | Melwin Pantzar   | 2000 | 190 cm | 80 kg  |  |
| 20 | Stati Uniti (bandiera) · Azerbaigian (bandiera) | G     | Jaycee Carroll   | 1983 | 188 cm | 81 kg  |  |
| 22 | Capo Verde (bandiera) · Spagna (bandiera)       | C     | Walter Tavares   | 1992 | 220 cm | 120 kg |  |
| 23 | Spagna (bandiera)                               | G     | Sergio Llull     | 1987 | 190 cm | 94 kg  |  |
| 32 | Serbia (bandiera)                               | C     | Ognjen Kuzmić    | 1990 | 213 cm | 114 kg |  |
| 33 | Stati Uniti (bandiera)                          | AC    | Trey Thompkins   | 1990 | 208 cm | 109 kg |  |
| 44 | Svezia (bandiera)                               | GA    | Jeff Taylor      | 1989 | 201 cm | 102 kg |  |

| Allenatore                                                                                              |
| - Pablo Laso                                                                                            |
| Assistente/i                                                                                            |
| - Isidoro Calín - Chus Mateo - Paco Redondo Legenda - (C) Capitano - (IN) Inattivo - Infortunato Roster |

## Mercato

### Sessione estiva
| Acquisti | Acquisti                 | Acquisti        | Acquisti      | Acquisti |
| R.a      | Nome                     | da              | Modalità      |          |
| -------- | ------------------------ | --------------- | ------------- | -------- |
| G        | Fabien Causeur           | Bamberger       | definitivo    |          |
| C        | Ognjen Kuzmić            | Stella Rossa    | definitivo    |          |
| P        | Facundo Campazzo         | Murcia          | fine prestito |          |
| AP       | Santiago Yusta           | Obradoiro       | definitivo    |          |
| AC       | Augusto César Lima Brito | Žalgiris Kaunas | fine prestito |          |
| C        | Sebas Saiz               | Ole Miss Rebels | definitivo    |          |

| Cessioni | Cessioni                 | Cessioni    | Cessioni       | Cessioni |
| R.       | Nome                     | a           | Modalità       |          |
| -------- | ------------------------ | ----------- | -------------- | -------- |
| P        | Dontaye Draper           | Free agent  | fine contratto |          |
| C        | Othello Hunter           | CSKA Mosca  | rescissione    |          |
| AG       | Andrés Nocioni           |             | ritirato       |          |
| C        | Sebas Saiz               | S.P. Burgos | prestito       |          |
| AG       | Álex Suárez              | Saragozza   | prestito       |          |
| AC       | Augusto César Lima Brito | Beşiktaş    | prestito       |          |

### Dopo l'inizio della stagione
| Acquisti | Acquisti                 | Acquisti           | Acquisti         | Acquisti      |
| R.       | Nome                     | da                 | Data             | Modalità      |
| -------- | ------------------------ | ------------------ | ---------------- | ------------- |
| P        | Chasson Randle           | N.Y. Knicks        | 8 ottobre 2017   | definitivo    |
| C        | Walter Tavares           | Raptors 905        | 10 novembre 2017 | definitivo    |
| AC       | Augusto César Lima Brito | Beşiktaş           | 31 dicembre 2017 | fine prestito |
| AC       | Augusto César Lima Brito | Xinjiang F. Tigers | 27 febbraio 2018 | fine prestito |

| Cessioni | Cessioni                 | Cessioni           | Cessioni         | Cessioni    |
| R.       | Nome                     | a                  | Data             | Modalità    |
| -------- | ------------------------ | ------------------ | ---------------- | ----------- |
| AC       | Augusto César Lima Brito | Xinjiang F. Tigers | 2 gennaio 2018   | prestito    |
| AC       | Augusto César Lima Brito | Murcia             | 27 febbraio 2018 | prestito    |
| AP       | Jonas Mačiulis           | Lokomotiv Kuban'   | 2 marzo 2018     | rescissione |